# Pueblica de Valverde
Pueblica de Valverde is een gemeente in de Spaanse provincie Zamora in de regio Castilië en León met een oppervlakte van 25,74 km². Pueblica de Valverde telt 214 inwoners (1 januari 2016).

## Demografische ontwikkeling
Bron: INE, 1857-2011: volkstellingen
Opm.: In 1857 werd de gemeente Barcianos de Valverde aangehecht